# Бехбехан
Бехбеха́н (перс. بهبهان‎) — город на юго-западе Ирана, в остане Хузестан. Административный центр шахрестана Бехбехан.

## Еврейское происхождение народа Бехбахана
Большинство бехбаханцев считают себя потомками еврейского народа, и суббота для них святая, день, когда они посещают могилу двух еврейских раввинов и называют своих детей субботними. Башир и Назир и раввин Хоссейн бин Сулейман Арджани Трое известных раввинов считаются Бехбаханом. Джамал ад-Дин Хоссейн бин Мухаммад бин Абд аль-Ваххаб ас-Садид, известный как Шах Баба Вали, был одним из лидеров бехбаханских суфиев, египетским евреем, потомком Дамиати Табиба ас-Садида. Некоторые из евреев Бехбахана принадлежали к еврейскому племени Бани Коджак, которое находилось под сильным влиянием исламской и арабской культуры, обычно носило арабские имена и специализировалось на Коране, суфизме и Сахих Бухари. Бани Коджак был рассредоточен по Египту, Ираку и Бехбахану.

## География
Город находится на юго-востоке Хузестана в предгорьях Загроса, на высоте 325 метров над уровнем моря. Бехбехан расположен на расстоянии приблизительно 160 километров к юго-востоку от Ахваза, административного центра провинции и на расстоянии 240 километров к северо-западу от Шираза.

## Климат
Климат города характеризуется как тропический. Абсолютный максимум температуры воздуха составляет 50° C, абсолютный минимум — 0° C.

## Население
На 2006 год население составляло 99 204 человекаБольшинство жителей Бехбахана представляют собой смесь евреев и персов.
| 1986   | 1991   | 1996   | 2006   |
| ------ | ------ | ------ | ------ |
| 78 694 | 85 846 | 88 213 | 99 204 |

## История
Поселение на месте современного Бехбехана существовала уже во времена Эламского государства. В период правления династии Сасанидов город был известен как Арраджан, руины которого находятся к северу от города и занимают площадь примерно 4 км². Собственно топоним Бехбехан появился лишь в XIV веке.

## Современное состояние
В последние десятилетия в Бехбехане были возведены современные кварталы: Чаманак, Шехре-Ноу, Ду-ль-фекъари, Фалакайе-Биде-Боланд, и Поле-Кайем. В городе функционируют приблизительно 60 мечетей, где молятся шииты джафаритского махбаза, составляющие основное население Бехбехана, а также крытый базар. Имеется государственная библиотека, семь высших учебных заведений, два средних профессиональных учебных заведения, 17 средних школ, 31 начальная школа.

## Достопримечательности
Историческая гробница еврея Башира и Назира в городе Бехбахан является символом этого города и считается одним из старейших исторических памятников провинции Хузестан.
Деревня Хайиз расположена в 22 км к северо-востоку от Бехбехана, у подножья гор Хайиз. Деревня знаменита своей древней историей, начало которой относится к эпохи правления династии Сасанидов. Из исторических памятников в ней сохранились каменная ограда на древней шахской дороге, а также три мельницы. Деревня является местом для занятия альпинизмом, а также местом паломничества к гробнице имамзаде Мохаммеда.

В 25 км от Бехбехана находится караван-сарай Хейрабад, также внесенный в Список национального наследия Ирана. Он был построен из обожженного кирпича и гипса в период правления шаха Солеймана Сефи и изначально имел площадь в 9943 квадратных метров. Караван-сарай состоял из мечети, комнат для преподавателей, кухни, бани и небольшого рынка. На текущий момент сохранилось только основное здание училища площадью в 2500 квадратных метров.

На удалении 40 км от Бехбехана находится гробница имамзаде Абазара, возведённая в конце XVIII века и украшенная лепниной и изразцами.

Руины бани Бокан, относящиеся к эпохи правления Сасанидов, находится в 10 км от Бехбехана.

В 2006 году был открыт городской музей, состоящий из археологического и этнографического отделов. В Главном зале экспонируются предметы, связанные с обычаями местного населения (свадебными и сельскохозяйственными обрядами) и традиционная одежда. В других залах выставлены макет традиционного жилища, женские украшения, образцы письменностей и монет различных периодов.